# Cremnops rufitarsis
Cremnops rufitarsis är en stekelart som beskrevs av Szepligeti 1913. Cremnops rufitarsis ingår i släktet Cremnops och familjen bracksteklar. Inga underarter finns listade i Catalogue of Life.